# آسارولودو
در افسانه‌های سومری و اکدی آسارولودو یکی از آنوناکی‌ها است. نام او همچنین آسارلودو، آسازلوهی و نامشوب نیز گفته/نوشته می‌شود. ریشه‌شناسی و معنی نام او ناشناخته است.
آسارولودو به عنوان یک جن‌گیر در آیین‌های مذهبی سومری کارکرد داشته است.
او به عنوان نامشوب (درخشان)، یک خدای نگهبان شناخته می‌شود: «خدایی درخشان که راه ما را روشن می‌کند». انوما الیش، آسارولودو را «درخشش خدایان» توصیف می‌کند. در داستان دیگری آمده است که وی «زخم شمشیر آتشین» است و «کاملترین ایمنی را تضمین می‌کند».

## هنگامه (تاریخچه)
شواهد نخستین، آسارولودو را نه با افسون و جادو، بلکه با نگهبانی شهر کوارا مربوط می‌کند. آسارولودو، به عنوان خدای پشتیبان کوارا، ممکن است در پانتئون اریدو (شهر انکی) قرار داشته و به همین خاطر یک خدای پلید باشد. گاهی آسالوهی نقشی میانی دارد و بیمار را با انکی/ ائا آشنا می‌کند.
نوشته‌های پسین، آسارولودو را پسر انکی می‌خواند، که دارای ویژگی‌های انکی مانند هوش، رایزنی و «دانش گسترده» است، و همچنین در افسون هم دست دارد. آسارولودو بیشتر به لقب‌هایش یعنی "پسر اریدو" یا "پسر آبزو " خوانده می‌شود.
بعدها آسارولودو با مردوک یکسان می‌شود. در انوما الیش، آسالوهی یکی از پنجاه نام مردوک است.

### دوره‌های زمانی
آسارولودو نخستین بار در دوره سلسله سوم اور نام برده شده است، و با بسامد بیشتر در امپراتوری آشوری نو، هخامنشیان و سلوکی پیدا می‌شود. در کتاب «فهرست خدایان ویدنر»، آسارولودو درست پیش از مردوک نام برده شده است.

## در فرهنگ عامه
- اصطلاح nam-shub توسط نیل استیفنسون در رمانش برخودبرف برای بدافزار به کار رفته است.

## برای مطالعهٔ بیشتر
- Asalluhi در مجموعه نوشتار الکترونیکی ادبیات سومری
- بریژیت گرونبرگ: Die Götter des Zweistromlandes. Kulte , Mythen , Epen. آرتمیس و وینکلر، اشتوتگارت ۲۰۰۴ ،شابک ‎۳-۷۶۰۸-۲۳۰۶-۸.
- کانینگام، ج. 1997. Delive Me From Evil: Incopations بین‌النهرین ۲۵۰۰–۱۵۰۰ قبل از میلاد. رم
- هلموت فریدانک و دیگران: Lexikon Alter Orient. مصر * هند + چین * وردرازین. VMA-Verlag، ویسبادن ۱۹۹۷ ،شابک ‎۳-۹۲۸۱۲۷-۴۰-۳